# Oryzias bonneorum
Oryzias bonneorum är en fiskart som beskrevs av Parenti 2008. Oryzias bonneorum ingår i släktet Oryzias och familjen Adrianichthyidae. Inga underarter finns listade i Catalogue of Life.